# Rise Sogn (Ærø Kommune)
Rise Sogn (deutsch Riese) ist eine dänische Kirchspielgemeinde (dän.: Sogn) auf der Insel Ærø. Bis 1970 gehörte sie zur Harde Ærø Herred im damaligen Svendborg Amt, danach zur Ærøskøbing Kommune im damaligen Fyns Amt. Im Vorfeld der Kommunalreform zum 1. Januar 2007 wurde das Kirchspiel bereits 2006 der Ærø Kommune zugeordnet, die seit 2007 zur Region Syddanmark gehört.
Nachbargemeinden sind im Norden Ærøskøbing, im Osten Marstal und im Westen das Kirchspiel Tranderup.

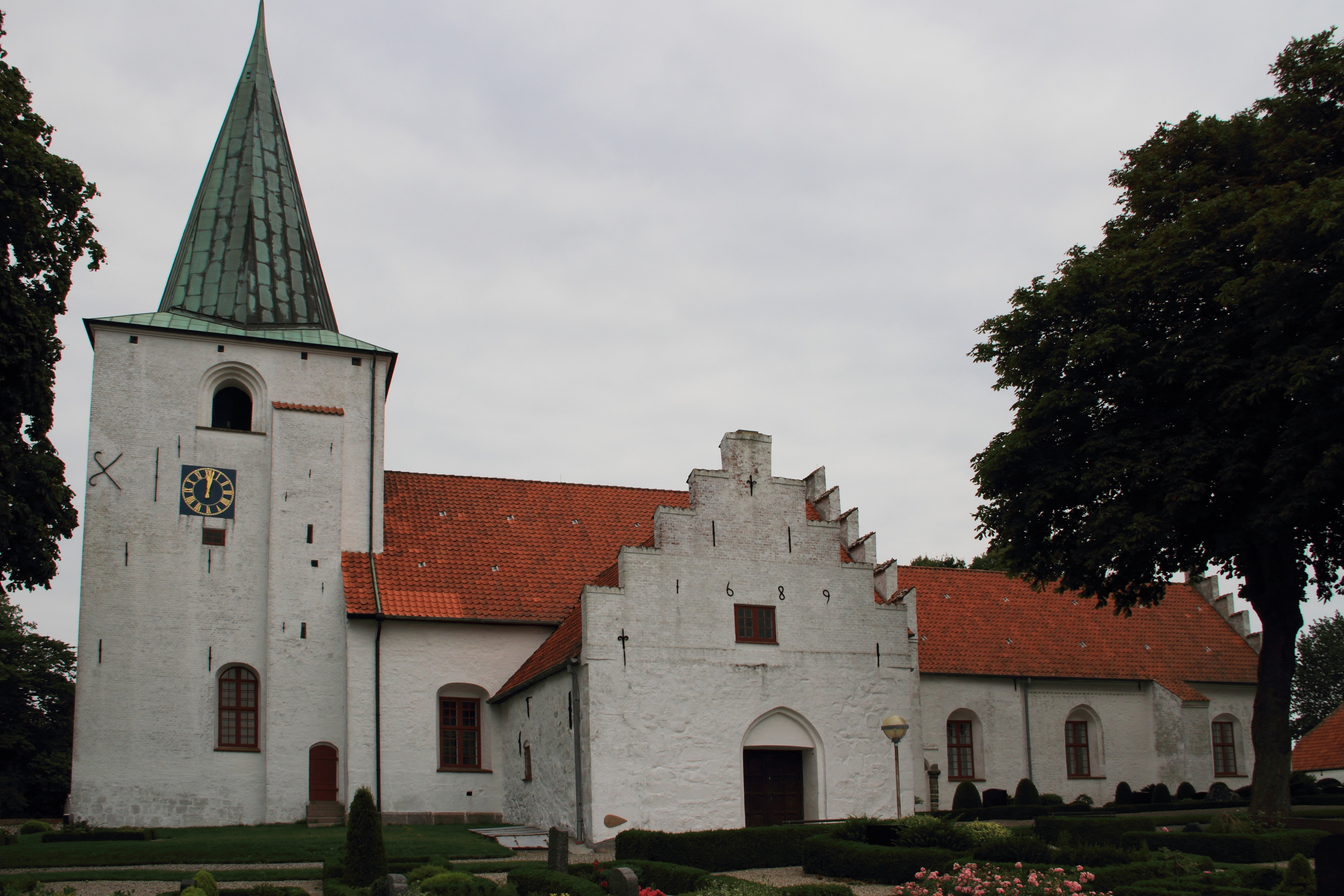
Die Kirche des Kirchspiels

Die Gemeinde hatte am 1. Januar 2025 797 Einwohner.